# برادران دالتون
گروه دالتون که با نام برادران دالتون نیز معروفند، خانواده‌ای شامل مردان قانون‌گریز و یاغی در غرب وحشی آمریکا در خلال سال‌های ۱۸۹۰ تا ۱۸۹۲ بودند. تخصص آنها در زمینه غارت بانک و قطار بود.  آنها ابتدا با برادران یانگرز همکاری می‌کردند که گروهی به نام جیمز یانگر گنگ با رهبری جسی جیمز بود و بعداً از آنها جدا شدند. سه نفر از برادران دالتون به نامهای گرت متولد ۱۸۶۸، باب متولد ۱۸۶۹ و امت متولد ۱۸۷۱ بودند. برادر چهارم به نام ویلیام هم یاغی بود اما با گروه وایلد بانچ همکاری می‌کرد.

## سرآغاز
لویس دالتون، پدر یاغیان، اهل جکسون، میسوری بود. او صاحب یک بار در کانزاس سیتی بود زمانی‌که با آدلاین یانگر یکی از خاله‌های کول یانگر و جیم یانگر ازدواج کرد. در سال ۱۸۸۲ این خانواده در ایالت اوکلاهما زندگی می‌کردند. چند سال بعد به کافی‌ویل، کانزاس واقع در جنوب کانزاس رفتند. لویس و آدله دالتون ۱۵ فرزند داشتند که دو تا از آنها در کودکی فوت کردند.

## نگارخانه

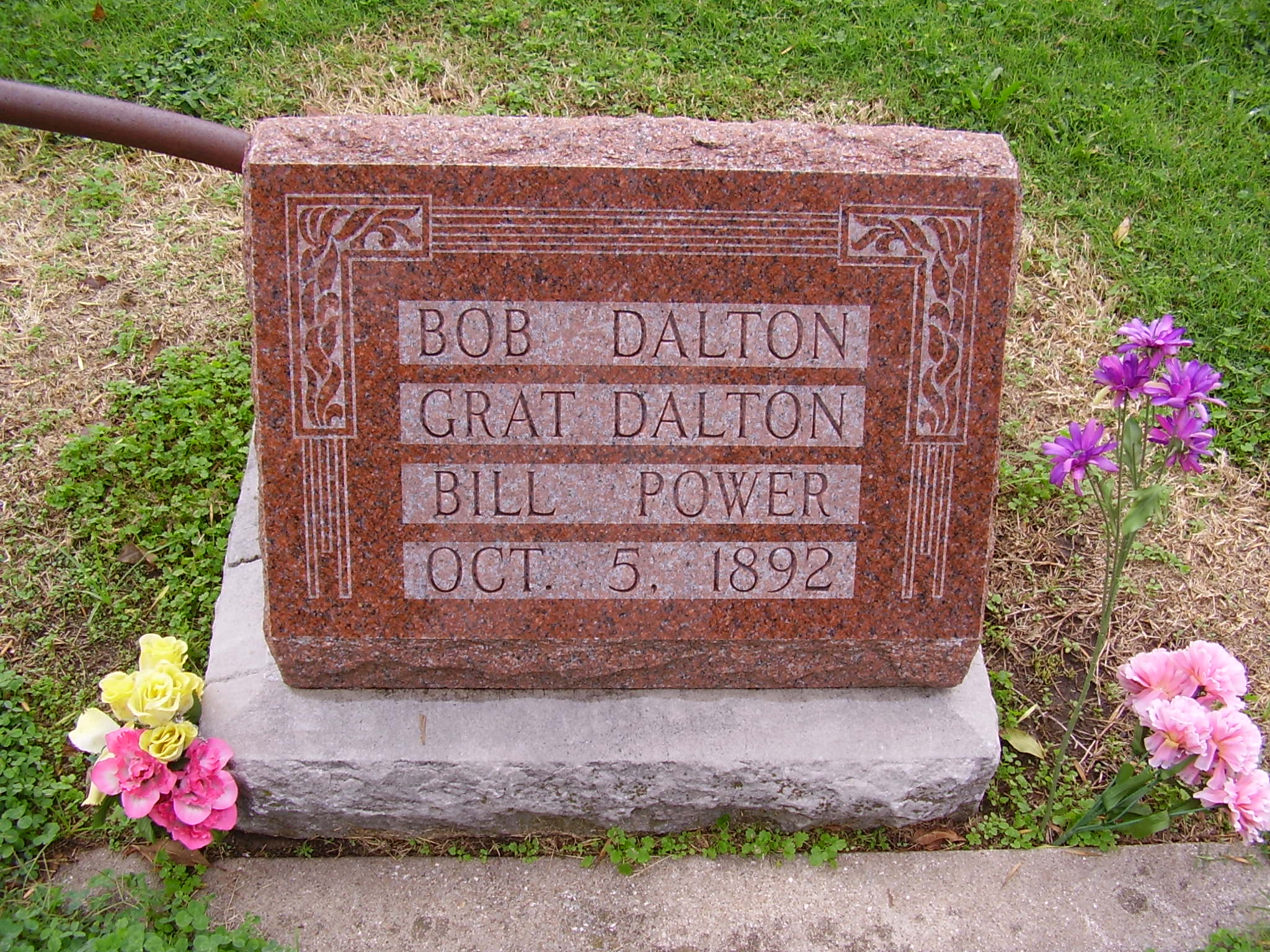
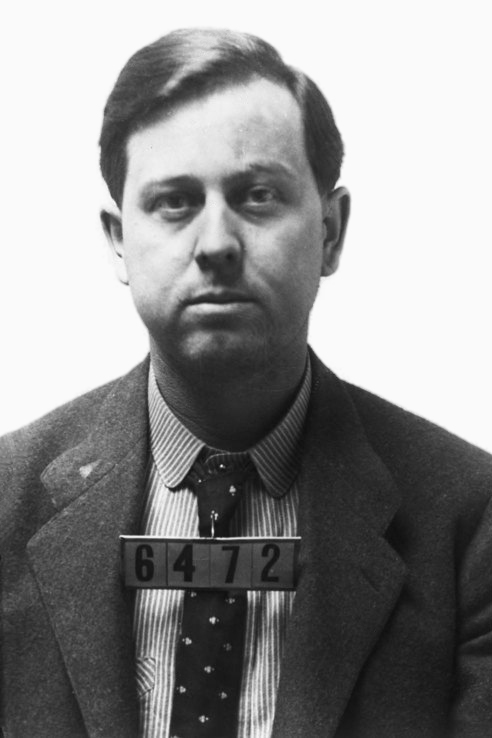
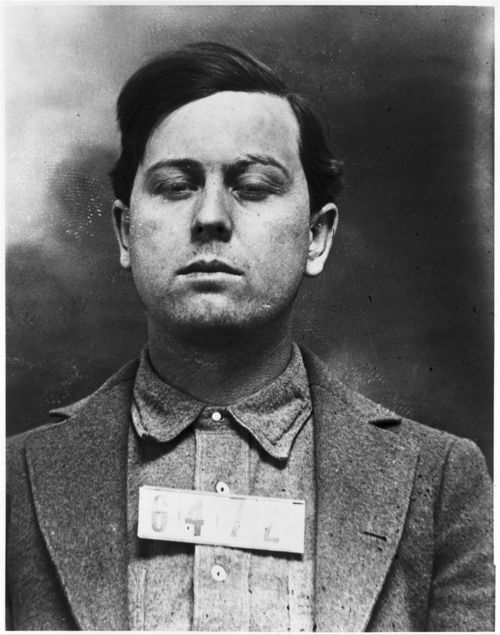
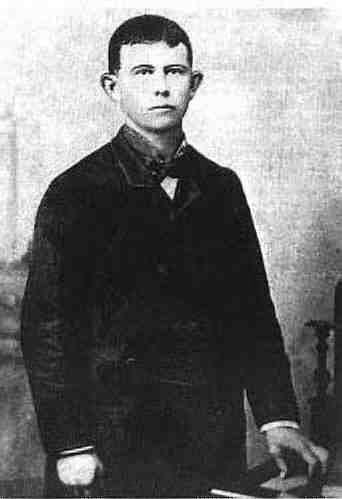
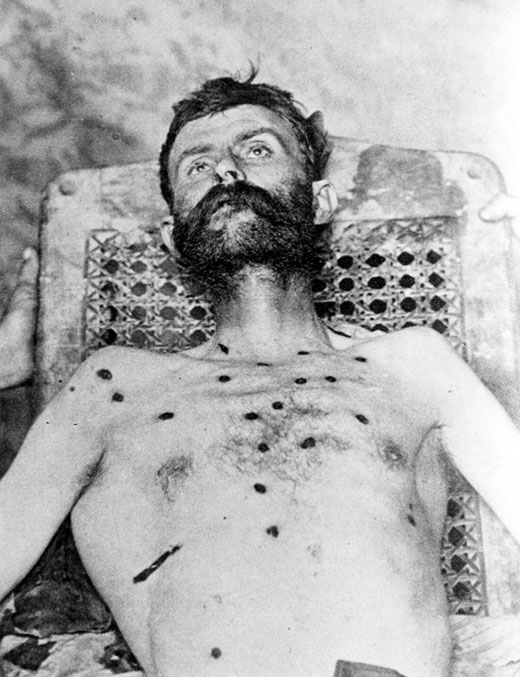